# آندریا فورتوناتو
آندریا فورتوناتو (به ایتالیایی: Andrea Fortunato) بازیکن فوتبال و اهل ایتالیا است که از سال ۱۹۹۳ میلادی عضو تیم ملی فوتبال ایتالیا بوده و در ۱ بازی ملی حضور داشته‌است. او در بازی‌های ملی‌اش گلی به ثمر نرساند.
آندریا فورتوناتو آخرین بازی ملی خود را در سال ۱۹۹۳ میلادی انجام داد.